# Долинский, Даниил Маркович
Дании́л Ма́ркович Доли́нский (15 июля 1925, Кременчуг, УССР, СССР — 2 ноября 2009, Ростов-на-Дону, Российская Федерация) — советский и российский журналист, поэт, переводчик и военный корреспондент.

## Биография
Родился 15 июля 1925 года в Кременчуге в еврейской семье. Окончив 8 классов, пошёл работать актёром в Днепродзержинский театр русской драмы.
Когда началась Великая Отечественная война, эвакуировался в Казахстан. В январе 1943 года Долинского призывают в ряды РККА и направляют в Серпуховское авиатехническое училище. Окончив его, он воюет на 3-м Украинском фронте механиком, стрелком-радистом, затем военным корреспондентом. В 1944 году в армейской газете публикуются его первые стихи. Был награждён боевыми медалями.
После окончания Великой Отечественной войны Долинский продолжает службу в Советской армии военным журналистом.
В Тбилиси в послевоенные годы он вместе с Булатом Окуджавой был участником литературного кружка «Соломенная лампа», названного в честь абажура в квартире тёти Окуджавы. Многие участники этого неформального студенческого союза были арестованы КГБ. Окуджава после этих событий вернулся в Москву, а Долинский перебрался в незнакомый ему тогда Ростов-на-Дону. В 1997 году, на следующий день после смерти Окуджавы, Долиннский напишет: «Как под лампою «соломенной» / Мини-солнышко жило!.. / Виснул гром на ветке сломанной — / Добела её прожгло. / Время было не весеннее — / Речь кровили удила, / И на ниточке висели мы, / Прошивающей дела...».
Член ВКП(б) с 1949 года.
Демобилизовавшись из армии в 1950 году, Долинский продолжает работать журналистом. Был редактором многотиражной газеты Ростсельмаша, затем газеты «Комсомолец». При редакции заводской многотиражке руководил поэтическим кружком, среди участников которого был будущий поэт — основатель палиндромической сонетики Владимир Пальчиков (Элистинский).
Продолжает писать стихи. Поступает на заочное отделение Литературного института имени М. Горького и успешно его оканчивает. В 1956 году Ростиздат выпускает первую книгу его стихов, которая называлась «Первая любовь». Затем выходит в общей сложности более 35 книг его стихов, причём выходят не только в Ростове-на-Дону и Элисте, но и в таких престижных издательствах, как «Современник» и «Молодая гвардия».
В 1960 году за вторую книгу стихов «Рукопожатие» Долинский был принят в СП СССР.
Главные темы поэтического творчества Долинского – память о войне, борьба за мир и дружбу народов, раздумья о жизни, разговор с молодым поколением.
Из наиболее значительных произведений Долинского следует выделить поэмы «Говорите с Россией!» и «Золотой повод» о Емельяне Пугачёве и его соратнике калмыке Цецен-Цедене.
Много и плодотворно работал в области перевода, прежде всего с языков народов Северного Кавказа и Калмыкии. Многие произведения Кайсына Кулиева, Давида Кугультинова, Адама Шогенцукова и других поэтов стали известны русскому читателю именно благодаря Даниилу Долинскому и его многолетнему другу и соавтору Виктору Стрелкову.
Написал также книги для детей «Птички-странички» и «Незнакомый насекомым».
Вёл активную общественно-просветительскую работу, выступал в школах, трудовых коллективах, перед членами молодёжного литературного объединения «Дон», руководителем которого была известная донская поэтесса Елена Нестерова.
После распада Советского Союза, прекращения существования СП РСФСР и образования на его месте СПР и СРП Долинский вошёл во второй из них. Продолжил писать стихи и переводить, выпустил ряд книг.
Умер в Ростове-на-Дону 2 ноября 2009 года. Похоронен на Северном кладбище.

## Награды и почётные звания
- орден Отечественной войны II степени (1985[6])
- орден «Знак Почёта» (1986)
- медали
- заслуженный работник культуры Калмыцкой АССР (1976)

## Увековечение памяти
- 15 июля 2011 года на стене дома, где жил Долинский (проспект Ворошиловский, д. 58), была установлена мемориальная доска[7].